# Takadonta takamukui
Takadonta takamukui är en fjärilsart som beskrevs av Matsumura 1919. Takadonta takamukui ingår i släktet Takadonta och familjen tandspinnare. Inga underarter finns listade i Catalogue of Life.